# محمد بناني (فنان تشكيلي)
محمد بناني (1943 - 29 مارس 2023)، هو رسام ونحات مغربي.

## حياته
ولد عام 1943 بمدينة تطوان، ودرس بجامعة القرويين في فاس. بدأ تجربته التشكيلية أواخر سبعينيات القرن العشرين، بمعرضه الأول في مدينة طنجة. نال إثر ذلك منحة للدراسة في المعهد العالي للفنون الجميلة بباريس سنة 1962، حيث حصل على الإجازة في الفنون الجميلة والرسم والنحت، واشتغل في إقامة الفنون بفرنسا.

## أسلوبه الفني
ما يميزه عن غيره من الفنانين عشقه للرسم بالمادة مثل التراب والرمل والحجر، حيث يشتغل على المادة أكثر من اللون والشكل. ويؤكد بناني أن المكان يتحكم في اختيار اللون، حيث من المستحيل توظيف ألوان صاخبة في باريس مثلا، فالطبيعة هناك تفرض ألوانا مثل الرمادي والأسود والأبيض، في حين يغلب اللون الأزرق والأبيض في شمال المغرب مثلا، ويسود اللون البرتقالي والأحمر، وكل الألوان الصاخبة الحارة كلما اتجهنا نحو الجنوب.

## المعارض
شارك بناني في خمسة وثلاثين معرضا فرديا وثمانية وأربعين معرضا جماعيا بالمغرب وفرنسا وإسبانيا والعراق وتونس والولايات المتحدة وألمانيا وإيطاليا، مثل:
- معرض "صديقي الخريف" سنة 1992
- معرض مشترك بينه وبين ابنه كريم في رواق البنك الشعبي بالرباط
- معرض خاص بباب الرواح خلال شهر يناير 2005[6]

### مؤلفاته
شارك في تأليف كتاب مع الطاهر بنجلون بعنوان: Clair- obscur   نشر   Barthelemy Jean-Pierre Eds  (أكتوبر  1993).

## جوائزه
نال وسامًا ملكيًا بدرجة ضابط بمناسبة افتتاح المقر الجديد للمكتبة الوطنية، يوم 15 أكتوبر 2008.

## وفاته
توفي محمد بناني يوم الأربعاء 29 مارس 2023.

## روابط خارجية
- لوحات الفنان محمد بناني على موقع Vos Artiste s